# 牧野明
牧野明（日语：／ Makino Akira，约1922年—2007年5月）是大日本帝国海军卫生兵。他是首位公开证实日本于太平洋战争期间在菲律宾进行活体解剖的人。

## 生平
牧野明以志愿兵的身份加入日本海军。1944年（昭和19年），22岁的牧野成为卫生兵，被编入由约20名军医组成的部队，与其他约1500人一同搭乘战列舰“大和”号前往日军占领下的菲律宾棉兰老岛西部三宝颜。三宝颜设有日本海军航空基地，部署着第33警备队等守备部队。牧野所属部队的任务是监视敌方飞机。三宝颜在牧野所属部队进驻后就陷入孤立导致补给中断、药品等物资短缺的状态。同时饱受以伊斯兰教系少数民族摩洛族为主的当地游击队袭击。
1945年3月美军登陆三宝颜，日军守备队战败。驻守三宝颜的日本海军部队在美军登陆时有4600人，但到战争结束时仅存活约400人。牧野幸存并得以返回日本本土。
牧野明在战争结束60年后、妻子也已去世的2006年（平成18年），首次公开了他在驻守三宝颜期间曾参与活体解剖的证言。此前从未有人公开证实日军曾在菲律宾战场上的进行活体解剖的行为。牧野的证言经日本媒体报道后，在日本国内引发争议。此外，基于共同社发布的新闻稿，英国广播公司和《衛報》等国际媒体也报道了牧野的证言。之后，牧野于2006年12月入住大阪市内医院，2007年5月以84岁高龄去世。

## 关于活体解剖的证词
根据牧野晚年提供的证词，1944年12月至1945年2月期间，其所属部队曾对约30名俘虏的囚犯实施活体解剖。这些囚犯多为摩洛族穆斯林游击队员，部分游击队员被捕后当场遭斩首，但多数被移交军医进行解剖。此外，被进行实验的对象还有妇女儿童以及两名被怀疑为美国充当间谍的菲律宾男子。日军解剖这些人的目的是为牧野等卫生兵提供手术教学。部分俘虏在麻醉状态下被置于卫生兵观摩下实施解剖。牧野对这些囚犯实施了截肢、腹部活体解剖等手术实验。在接受共同社采访时，他特别描述了对两名疑似间谍的菲律宾男子的实验经历：将浸透乙醚的布块捂住他们的嘴实施麻醉后，被要求用手术刀切开囚犯腹部以进行肝脏研究。牧野表示当时自知所为“极其残忍”，但因惧怕违抗命令会被处决而不敢拒绝。据称该行为并非如731部队般有组织的研究活动，而是偶发性事件，既未将俘虏作为细菌感染实验体，也未收集实验数据。
牧野明的证词是为数不多的关于二战期间日军曾在东南亚开展人体实验的日本老兵证言之一。起初他的行为遭到昔日战友们的强烈反对，但他仍决定站出来坦白一切。牧野在揭露真相时表示：“我们不应再犯这样的暴行。哪怕只能告诉一两个人，我也要揭露战争的真相。”曾在菲律宾其他海军部队服役的寺嶋芳彦表示，自己所属部队虽未实施过俘虏解剖，但承认存在这种可能性。据寺嶋所述，鉴于当时日军官兵为求生不择手段的处境，不能排除前线军医基于个人判断为手术教学而实施活体解剖的可能性。
也有观点质疑牧野的证言是否属实，一些民族主义倾向的网站对牧野进行了谴责。

## 脚注